# Bridgend (communauté)
Pour les articles homonymes, voir Bridgend (homonymie).
Bridgend (en anglais) ou Pen-y-Bont ar Ogwr (en gallois) est une communauté du borough de comté de Bridgend, au pays de Galles.
Contrairement à ce que son nom laisserait penser, elle ne couvre qu'une partie de l'agglomération de Bridgend. Au recensement de 2011, elle comptait 14 912 habitants.